# Gyermekkor
A gyermekkorú olyan fiatal fiút vagy lányt jelent, aki még nem érte el a 18 éves kort  Vannak azonban olyan fiatalok, akiknél másoknál korábban vagy később indulnak be a felnőtté válással együtt járó változások. Emiatt, valamint a fiatalok szellemi fejlődésének eltérő üteme miatt, inkább a gyermek pszichológiai vagy kronológiai életkora alapján határozzák meg a fiatal gyermekkorát, semmint biológiai életkora alapján. A kifejezés emellett bármilyen életkorú utódot is jelöl, az mindig szülei gyereke marad, életkorától függetlenül. Állatok utódait is nevezzük néha gyerekeknek (pl. „csimpánzgyerek”).

## A gyermekkor jogi és társadalmi meghatározása
A gyerek jogi definíciója tulajdonképpen a kiskorúság meghatározásának felel meg, ami a kulturális különbözőségek miatt országról országra változik.
A gyermekek jogairól szóló ENSZ egyezmény meghatározása szerint „gyermek az a személy, aki tizennyolcadik életévét nem töltötte be, kivéve ha a reá alkalmazandó jogszabályok értelmében nagykorúságát már korábban eléri.”

### A büntetőjogban
A büntetőjogban a gyermekkor büntethetőséget (a vétőképességet) kizáró ok.  A magyar Büntető Törvénykönyv 2020. szeptember 6-ig előtt hatályos meghatározása szerint:

„Nem büntethető, aki a büntetendő cselekmény elkövetésekor a tizennegyedik életévét nem töltötte be, kivéve az emberölés [160. § (1)-(2) bekezdés], az erős felindulásban elkövetett emberölés (161. §), a testi sértés [164. § (8) bekezdés], a rablás [365. § (1)-(4) bekezdés] és a kifosztás [366. § (2)-(3) bekezdés] elkövetőjét, ha a bűncselekmény elkövetésekor a tizenkettedik életévét betöltötte, és az elkövetéskor rendelkezett a bűncselekmény következményeinek felismeréséhez szükséges belátással.”

A 2020. évi LXXIV. törvény 6. §-a a Büntető Törvénykönyv 16. §-ának 2020. szeptember 6-tól hatályos szövegét  úgy állapította meg, hogy főszabályként  változatlanul a 14. életévet veszi figyelembe, azonban tételesen meghatározott  kivételes esetekben a büntethetőség életkori határát a 12. életévre szállította le: 

„Nem büntethető, aki a büntetendő cselekmény elkövetésekor a tizennegyedik életévét nem töltötte be, kivéve
- a) az emberölés [160. § (1)-(2) bekezdés],
- b) az erős felindulásban elkövetett emberölés (161. §),
- c) a testi sértés [164. § (8) bekezdés],
- d) a hivatalos személy elleni erőszak [310. § (1)-(3) bekezdés],
- e) a közfeladatot ellátó személy elleni erőszak [311. §, ha a 310. § (1)-(3) bekezdése szerint minősül],
- f) a hivatalos személy vagy közfeladatot ellátó személy támogatója elleni erőszak [312. §, ha a 310. § (1)-(3) bekezdése szerint minősül],
- g) a terrorcselekmény [314. § (1)-(2) bekezdés],
- h) a rablás [365. § (1)-(4) bekezdés], és
- i) a kifosztás [366. § (2)-(3) bekezdés]

elkövetőjét, ha a bűncselekmény elkövetésekor a tizenkettedik életévét betöltötte, és az elkövetéskor rendelkezett a bűncselekmény következményeinek felismeréséhez szükséges belátással.”

## Külső hivatkozások
- „De miért?” – a kisgyermekkori miért korszak szakértői szemmel
- kisgyerek.lap.hu - Széles körű honlap-gyűjtemény
- családjog.lap.hu - Családjog honlap-gyűjtemény

| Előző életszakasz             | Aktuális életszakasz          | Következő életszakasz          |
| ----------------------------- | ----------------------------- | ------------------------------ |
| Csecsemő                      | Gyermek                       | Kamasz                         |
| 8 napos kortól → 2 éves korig | 2 éves kortól → 10 éves korig | 10 éves kortól → 18 éves korig |